# هارلي سانفورد جونز
هارلي سانفورد جونز (بالإنجليزية: Harley Sanford Jones)‏ هو ضابط أمريكي، ولد في 10 نوفمبر 1902 في نيو هيفن في الولايات المتحدة، وتوفي في 28 ديسمبر 1997 في فوكس ليك في الولايات المتحدة.